# Ondetia
Ondetia je monotipski rod krstašica smješten u tribus Inuleae u kojem čini dio podtribusa Plucheinae. 
Jedina vrsta je O. linearis, iz Damaralanda u Namibiji.